# Городське
Городське́ (раніше також Городськ) — село в Україні, у Старосілецькій сільській територіальній громаді Житомирського району Житомирської області. Чисельність населення становить 406 осіб (2001). У 1923—59 та 1992—2019 роках — адміністративний центр колишньої однойменної сільської ради.

## Населення
У 1783 році в селі налічувалося 230 мешканців обох статей, дворів — 49, в середині 19 століття — 596 жителів.
Відповідно до результатів перепису населення Російської імперії 1897 року, загальна кількість мешканців становила 1 015 осіб, з них: православних — 984, чоловіків — 501, жінок — 514.
Наприкінці 19 століття налічувалося 1 059 мешканців, з них 525 чоловіків та 534 жінки, дворів — 205, або 1 028 осіб, дворів — 184.
Відповідно до результатів перепису населення СРСР, кількість населення станом на 12 січня 1989 року становила 488 осіб. Станом на 5 грудня 2001 року, відповідно до перепису населення України, кількість мешканців села становила 406 осіб.

### Мова
Розподіл населення за рідною мовою за даними перепису 2001 року:
| Мова       | Кількість | Відсоток |
| ---------- | --------- | -------- |
| українська | 403       | 99.26 %  |
| російська  | 3         | 0.74 %   |
| Усього     | 406       | 100 %    |

## Історія
Поселення на місці сучасного населеного пункту виникло у IV ст. до нашої ери. Поселення трипільців обгороджувались земляними валами і стовбурами дерев, закопаних одне біля одного заввишки 3-5 метрів. На території села є три городища: одне — на «Червоній горі» — найбагатше за речовими знахідками, площею близько двох гектарів. На південь від «Червоної гори», через глибокий яр, — «Мала гора» протяжністю з заходу на схід майже 600 метрів. Обидва ці городища з південної, західної та північної сторін обриваються крутими, приблизно 50-метровими валами. Третє городище — «Дитинець» — фортеця часів бронзової і залізної доби, поселення Трипільської культури. З північної сторони «Дитинця» зберігся вал висотою близько п'яти метрів. Всі три городища на території села Городське є пам'ятками археології та культури і занесені до Реєстру пам'яток археології і мистецтва. У городищах існував спеціалізований центр залізоробного ремесла. Тут одночасно функціонували десятки сиродутних горнів. Згадується у Волинському літописі за 1257 рік як місто Городеськ. Згадується у люстрації Київського воєводства 1754 року як село Великий Городськ, належало до Коростишівського ключа, було там 43 двори.
В другій половині 19 століття — село Городськ Коростишівської волості Радомисльського повіту Київської губернії. Розміщувалося на березі річки Тетерів за 2 версти нижче за течією від Козіївки, за 7 верст від Коростишева. Вище села, при впадінні струмка Збуж до Тетерева, знаходилися два городища, оточені валами та ровами. Вважають, що ці городища належали до древнього міста Городеськ. Належало до коростишівського маєтку графів Олізарів, землі 3 018 десятин. За викупним договором 1863 року селяни набули 876 десятин землі під виплату. Дерев'яну церкву збудовано у 1777 році замість старішої. При церкві було 40 десятин землі, церковно-парафіяльна школа. До парафії входили села Мініне та Рудня, обидва лежали за 4 версти.
Наприкінці 19 століття — поміщицьке село Коростишівської волості Радомисльського повіту Київської губернії. Відстань до повітового центру м. Радомисль — 18 верст, до волосного центру містечка Коростишів, де знаходилися також найближчі телеграфна та поштові земська і казенна станції — 8 верст, до найближчої залізничної станції Житомир — 32 версти, пароплавної станції в Києві — 94 версти. Основним заняттям мешканців було землеробство. В поселенні числилося 1 423 десятини землі, з них 562 десятини належало поміщикам, 809 десятин — селянам і 51 десятина — церкві. Власником села була О. Т. Селецька, господарювала у маєтку особисто. Господарство у поміщиці та селян велося за трипільною сівозміною. В селі були православна церква, церковно-парафіяльна школа, винна лавка, водяний млин, хлібна комора. При селі був фільварок з 10-ма мешканцями.
12 листопада 1921 р. під час Листопадового рейду через Городське проходила Волинська група (командувач — Юрій Тютюнник) Армії Української Народної Республіки. Тут у неї стався бій з 51-м кавалерійським полком 2-ї бригади 9-ї кавалерійської дивізії (начальник — Григорій Котовський) московських військ. Відбившись від неї, Волинська група переправилась через річку Тетерів. У бою було поранено ст. лейтенанта Михайла Білинського та підполковника Олексія Лушненка.
У 1923 році увійшло до складу новоствореної Городської сільської ради, яка 7 березня 1923 року включена до складу новоутвореного Коростишівського району Малинської округи; адміністративний центр ради. 5 березня 1959 року, відповідно до рішення Житомирського облвиконкому № 161 «Про ліквідацію та зміну адміністративно-територіального поділу окремих сільських рад області», внаслідок ліквідації Городської сільської ради село підпорядковане Козіївській сільській раді Коростишівського району Житомирської області. 18 березня 1992 року, відповідно до рішення Житомирської обласної ради, в селі відновлено окрему сільську раду в складі Коростишівського району.
12 червня 2019 року увійшло до складу новоутвореної Старосілецької сільської територіальної громади Коростишівського району Житомирської області. Від 19 липня 2020 року, разом з громадою, в складі новоствореного Житомирського району Житомирської області.